# 山麓布倫
山麓布倫（德语：Brunn am Gebirge）是奧地利的城鎮，位於該國東北部，由下奧地利州負責管轄，面積7.26平方公里，海拔高度295米，該地區自公元前6000年有人類居住，2012年人口11,348。